# El Médico de la Salsa
Manuel González Hernández (* 18. März 1965, in Guantánamo, Kuba), bekannt unter dem Künstlernamen El Médico de la Salsa  oder auch Manolín, el Médico de la Salsa oder auch „Manolín, el Doctor de la Salsa“, ist ein kubanischer Salsa- und Timbamusiker und Songschreiber. Manolín, El Médico de la Salsa, gilt als einer der kontroversesten und populärsten Salsamusiker Kubas.

## Werdegang
Manuel González Hernández kommt aus einer Musikerfamilie. Er studierte bis 1992 Medizin in Havanna, entschloss sich jedoch später für eine musikalische Karriere. 
Beeinflusst wurde er unter anderem von Gruppen wie Irakere und deren Bandleader Chucho Valdés. Er trat anfangs als Sänger bei der Gruppe NG La Banda auf und arbeitete als Songwriter für Bands wie Bamboleo, NG la Banda und Charanga Habanera. Ende der 1990er Jahre hatte Manolín seine ersten Erfolge in den kubanischen Charts. Mit dem Song "La Bola" erhielt Manolín, el Médico de la Salsa  den Preis “El Artista Cubano del 1996”. Das Album De Buena Fé aus dem Jahr 1997 war überwiegend den im Exil in Miami lebenden Kubanern gewidmet und die Textpassage Mami, hay que vivir para ver, los tiempos cambian, tu vas a ver... ya tengo amigos en Miami wurde in Kuba zensiert. Sein viertes Album Jaque Mate (Schach-Matt) wurde für zwei Jahre von der kubanischen Regierung für den Verkauf nicht zugelassen. Nachdem sein Song „El Puente“ (Die Brücke) 2001 von den Kulturbehörden verboten wurde, wanderte Manolín in die USA aus und lebt heute in Miami Beach.
Manolín hatte Tourneen in den USA und Europa und trat zusammen mit großen Salsakünstlern wie Celia Cruz, Gilberto Santa Rosa, Oscar D’León, Tito Puente, Arturo Sandoval, El Gran Combo de Puerto Rico und anderen auf. Seine Band trat auf vielen Veranstaltungen, wie zum Beispiel im La Tropical und El Palacio de la Salsa auf Kuba, der Universität Brüssel, Club “El Barrio” in Berlin, Sabor Latino in Turin, Paladio in Rom, Sala Apolo und Café Mercado in Barcelona, El Cubanito in Zürich und im La Coupoule in Paris auf. Aus seinen ehemaligen Bandmitgliedern wurden Solokünstler wie Tomasito Cruz, Angel “Pututi II” Arces, Reinier Guerra, Eduardo “Chaka” Nápoles und Luis Bu. Manolín lebt heute mit seiner Familie in Miami, Florida, nachdem er 2001 aus Kuba auswanderte. Zu seinen großen musikalischen Erfolgen gehören Songs wie “Tal como Soy”, “Quien Eres Tú”, “Qué has hecho de Mí”, “Una Aventura Loca”, “Esperanza”, “Dime qué Hago”, “Giro Total”, “Qué está pasando. Que no Pasa Nada”, “Lo que tú no Sabes”, “Jugamos al Amor” und “La Vida no es Tan Tan”.

## Besetzung
- Manolín (Manuel Gonzalez Hernandez): Gesang, Bandleader
- Ronald Morán: Bass
- Aismar Simón Carrillo: Klavier
- Raisa Hernández: Gesang
- Yoelys Catasus Torres: Gesang
- Ernesto Varona Rodríguez: Saxofon
- Alberto Pena Zaldívar: Trompete
- Olanci Jorge Caldas: Trompete
- Leonardo Govin: Posaune
- Christian Rizza: Congas
- Yoandy De Jesús Armenteros Moreno: Schlagzeug

## Diskografie
- Una Aventura Loca (1995)
- Para Mi Gente (1996)
- De Buena Fé (1997)
- Jaque Mate (1998)
- El Puente (2002)